# فهرست قورچی‌باشی‌ها
'قورچی‌باشی رئیس قورچی‌ها، محافظ سلطنتی شاه صفوی بود. همچنین قورچی‌هایی هم در برخی از استان‌ها و شهرها دیگر مستقر بودند. با این حال، همه آن‌ها تحت تسلط نظارت قورچی-باشی عالی قرار داشتند که در این مقاله ذکر شده‌است.

## فهرست قورچی-باشی‌ها

### سلطنتاسماعیل اول
- علی قورچی (۱۵۰۶–۱۵۰۷)
- یکان بگ تکلو (۱۵۰۹–۱۵۱۰)
- ساروپیره اوستاجلو (۱۵۱۲)
- منتشا سلطان اوستاجلو (۱۵۱۳)
- یاراش بیگ اوستاجلو (۱۵۱۴)
- علی سلطان چیکلو (۱۵۱۸)

### سلطنتطهماسب اول175
- نادر بیگ (۱۵۲۴)
- باکر بیگ اوستاجلو (۱۵۲۶–۱۵۲۷)
- تاتاراوغلی تکلو (۱۵۲۸–۱۵۲۹)
- دوراغ گ تکلو (۱۵۲۹–۱۵۳۰)
- دوره بیگ یا دده بیگ (۱۵۳۱)
- پروانه بگ تکلو (۱۵۳۱)
- خلیفه محمد شاملو (۱۵۳۴–۱۵۳۳)
- اوغلان خلیفه شاملو (۱۵۳۴)
- شیخ حسن (ذوالقدرا؟ ۱۵۳۴)
- سون‌دوک بیگ افشار (۱۵۶۲–۱۵۶۲)
- احمد بیگ افشار (۱۵۷۴)
- یوسف‌قلی سلطان افشار (۱۵۷۷–۱۵۷۷)
- قلی بیگ افشار (۱۵۷۶–۱۵۷۷)

### سلطنتاسماعیل دوم
- یوسف‌قلی سلطان افشار (۱۵۷۷–۱۵۷۷)
- قلی بیگ افشار (۱۵۷۶–۱۵۷۷)
- اسکندر بیگ افشار (۱۵۷۷)
- قلی بیگ افشار
- (۱۵۷۷)
- تهماسپ‌قلی سلطان افشار (۱۵۷۷)
- کچل‌مصطفی افشار (۱۵۷۷)

### سلطنتمحمد خدابنده
- اسماعیل‌قلی خان (۱۵۸۴)

### سلطنتعباس اول
- یوسف خان فرزند قلی افشار (۱۵۸۸–۱۵۸۸)
- بدر بیگ افشار (۱۵۸۸–۱۵۸۸)
- ولی خان افشار (۱۵۸۹–۱۵۸۸)
- الله‌قلی بیگ قاپمه‌اوغلی قاجار (۱۵۹۱–۱۶۱۲)
- اسحاق صفوی (۱۶۳۱–۱۶۱۲)

### سلطنتشاه صفی
- اسحاق صفوی (۱۶۳۱–۱۶۱۲)
- چراغ خان زاهدی (۱۶۳۲–۱۶۳۲)
- امیرخان سوکلان ذوالقدر (۱۶۳۲–۱۶۳۸)
- جانی بیگ خان شاملو (۱۶۴۵–۱۶۳۸)

### سلطنتعباس دوم
- جانی بیگ خان شاملو (۱۶۴۵–۱۶۳۸)
- مرتضی‌قلی خان بیگدلی شاملو (۱۶۴۸–۱۶۴۵)
- مرتضی‌قلی قاجار (۱۶۶۴–۱۶۶۳)

### سلطنتسلیمان اول
- کلب علی خان (۱۶۸۲–۱۶۶۸)
- ساروخان سهندلو (۱۶۸۲–۱۶۹۱)
- شاهقلی خان زنگنه (۱۶۹۹–۱۶۹۱)

### حکومتسلطان حسین
- میرزا مسعود غنجی زند (۱۶۹۷_۱۶۹۹)
- مرتضی‌قلی خان بیجرلو (۱۶۹۹–۱۶۹۹)
- شاهقلی خان زنگنه (-۱۷۰۷)
- جعفرقلی خان حاتمی (۱۷۱؟)
- محمد زمان خان شاملو (۱۷۱۱)
- صفی‌قلی خان (۱۷۱۵)
- میرزا مسعود خان غنج زند باصری
- محمدقلی خان شاملو (۱۷۱۶–۱۷۲۰)
- علیقلی خان زنگنه (۱۷۲۱–۱۷۲۰)
- شیخ علی خان زنگنه (۱۷۲۱)
- مصطفی‌قلی خان سعدلو (۱۷۲۱)
- فرج اله خان عبدلو ۱۷۲۱)
- محمد خان عبدلو (۱۷۲۱)

### سلطنتطهماسب دوم
- نادر قلی بگ (۱۷۲۶–۱۷۳۰)
- محمد رضا خان عبدلو (۱۷۳۰–۱۷۳۳)

### سلطنتعباس سوم
محمدرضا خان عبدلو (۱۷۳۰–۱۷۳۳)
- محمد رضا خان عبدالله (۱۷۳۰–۱۷۳۳)
- قاسم بیگ قاجار (۱۷۳۶–۱۷۳۳)